# Lorier
Lorier (Lorisidae), også kaldet dovenaber, er en familie af primater i gruppen halvaber. Det er nataktive trælevende dyr, der er ejendommelige ved deres langsomme bevægelser. De er udbredt i Afrika og Asien med omkring 14 arter.

## Beskrivelse
Lorier er relativt små primater. Kropslængden ligger mellem 18 og 40 cm, halen er kun en kort stump. Vægten svinger mellem 0,1 og 2 kg. Den korte pels er tæt og ulden. Farven er mest grå eller brun, noget lysere på undersiden.
For- og bagben er omtrent lige lange. Tommel og storetå er begge kraftigt udviklet og modstillet de øvrige fingre og tæer. Anden finger og anden tå er derimod stærkt reduceret.
Loriens hoved er kendetegnet ved de store øjne, der er en tilpasning til den natlige levevis. Ørerne er afrundede, men tydeligt mindre end hos de beslægtede galagoer og delvist skjult i pelsen. Tandformlen er 2.1.3.32.1.3.3, i alt 36 tænder. Som hos de fleste halvaber danner de nederste for- og hjørnetænder en såkaldt tandkam, der anvendes ved pelsplejen.

## Udbredelse
Lorier lever i det centrale Afrika samt i Syd- og Sydøstasien. I Afrika strækker udbredelsesområdet sig i et bredt bælte fra Guinea til Congo Brazzaville og det vestlige Kenya. I Asien er udbredelsesområdet delt i to: dels det sydlige Indien og på Sri Lanka og dels fra det nordøstlige Indien over Malayahalvøen til Borneo og Java. De lever i tropiske regnskove og andre skovtyper, hvor den altid opholder sig i habitater med tæt vegetation.

## Levevis
Lorier er nataktive trælevende dyr, der sjældent kommer ned på jorden. Om dagen sover de viklet omkring en gren eller skjult i tæt løv – de bygger ingen rede. Om natten begiver de sig ud efter føde. De har en ejendommelig langsom måde at bevæge sig på, der ikke ses blandt andre primater. De holder det meste af tiden fast med mindst tre af de fire lemmer og sætter en hånd eller fod frem ad gangen. Når de har fået et fast greb om en gren, kan det dårligt løsnes med magt. I tilfælde af fare kan de klamre sig til en gren i timevis. Lorier er altædende, men æder oftest frugter, insekter og safter fra træer. I mindre grad tager de også andre smådyr, små hvirveldyr og æg samt plantedele.

### Formering
Hannen parrer sig med alle hunner, hvis territorium overlapper med hans. Efter en drægtighedsperiode på 130-190 dage føder hunnen som regel en enkelt unge. Denne klamrer sig til moren i de første dage, men bliver senere efterladt på en gren om natten, mens moren søger føde. Efter tre til ni måneder fravænnes ungen, og den er kønsmoden efter otte til 24 måneder. I fangenskab kan en lori blive over 25 år gammel.

## Klassifikation
De nærmeste slægtninge til lorier er galagoer, der undertiden klassificeres som en underfamilie til Lorisidae. Galagoer er dog i modsætning til lorier hurtige og støjende dyr.

### Arter og slægter
Der er cirka 14 arter i familien Lorisidae, der deles i to underfamilier og fem slægter:
- Underfamilie Perodicticinae, pottoer
  - Slægt Arctocebus
    - Calabar-bjørnemaki, Arctocebus calabarensis
    - Gylden bjørnemaki, Arctocebus aureus

  - Slægt Perodicticus
    - Potto, Perodicticus potto

  - Slægt Pseudopotto
    - Falsk potto, Pseudopotto martini
- Underfamilie Lorisinae
  - Slægt Loris
    - Slanklori, Loris tardigradus
    - Grå slanklori, Loris lydekkerianus

  - Slægt Nycticebus
    - Nycticebus bancanus
    - Bengalplumplori, Nycticebus bengalensis
    - Nycticebus borneanus
    - Plumplori, Nycticebus coucang
    - Javaplumplori, Nycticebus javanicus
    - Kayanplumplori, Nycticebus kayan
    - Borneoplumplori, Nycticebus menagensis
    - Dværgplumplori, Nycticebus pygmaeus